# دوبروویز
دوبروویز (به چکی: Dobrovíz) یک منطقهٔ مسکونی در جمهوری چک است که در ناحیه پراگ-غرب واقع شده‌است. دوبروویز ۵٫۹۷ کیلومتر مربع مساحت و ۴۷۳ نفر جمعیت دارد و ۳۴۴ متر بالاتر از سطح دریا واقع شده‌است.